# Distrito de Braintree
Braintree es un distrito no metropolitano del condado de Essex (Inglaterra). Tiene una superficie de 611,71 km². Según el censo de 2001, Braintree estaba habitado por 132 179 personas y su densidad de población era de 216,08 hab/km².